# 杢代和人
杢代和人（日语：／ Mokudai Kazuto，2004年5月20日—），日本男演員、歌手。日本流行音樂團體「原因は自分にある。」的成員。2004年5月20日出生於東京都。所屬經紀公司為星塵傳播（Stardust製作3部 ）。

## 經歷
被星探發掘數次，且剛好都是星塵傳播，被發掘的時候才中學二年級，當時沒有其他特別想做的事於是就加入了。在2018年上映的短片《あの空の向こうに〜夏雲〜》中被選為主角的弟弟，正式作為演員出道。
EBiDAN時期，2018年10月15日經由粉絲投票自BATTLE BOYS TOKYO中票選作為新企劃BATTLE STREET成員之一。2019年7月7日於「BATTLE BOYS LIVE 2019 ~DREAMS COME TRUE~」發表自BATTLE BOYS畢業並以正式團體身份出道。2019年8月7日更名為現團名「原因は自分にある。」並活躍中。
2021年1月20日，參演NTV的電視劇《FAKE MOTION -唯一的願望-》。2月14日，參演ABEMA的綜藝節目真人實境秀《別被狼君所欺騙》第九季。
2022年，因為看起來比實際年齡成熟，在《汗水和皂香》中飾演女主角的弟弟24歲的八重島桂太。2月27日，參演NTV的電視劇《神谷詩子沒有參加畢業典禮》播出。9月10日，參演特攝劇《假面騎士Geats》，飾演吾妻道長。

## 個人愛好
興趣是看電影、時尚穿搭、跳舞。專長為廚藝料理。身高176cm，血型為AB型。
最喜歡的演員是木村拓哉。

## 演出
關於團體活動請參考「原因は自分にある。」

### 電視劇
- 《FAKE MOTION -唯一的願望-》（2021年1月1日 - 3月11日，日本電視台）飾演 真田海
- 《汗水和皂香》（2022年2月2日 - 4月4日，MBS・神奈川電視台）飾演 八重島桂太[6]
- 《神谷詩子沒有參加畢業典禮》（2022年2月2日 - 3月27日，日本電視台）飾演 小林真斗[7]
- 《假面騎士GEATS》（2022年9月4日 - 2023年8月27日，朝日電視台）飾演 吾妻道長（吾妻道長，あづま・みちなが）／假面騎士BUFFA[8][9]
- 《最好的學生〜余命1年的最後一舞〜》（2023年7月15日 - 8月23日，日本電視台）飾演 木下幹太
- 《最好的老師》 第1集、第5集（2023年7月15日・8月12日，日本電視台）飾演 木下幹太
- 《沼男和沼女的midnight call ～睡眠不足的原因在自己～》第1集（2023年8月31日，東京電視台）飾演 南祐希
- 《封閉女和寸止女》（2023年10月11日 - 11月29日，東京電視台）飾演 烏森秀一
- 《與你一起綻放～新選組青春錄～》（2024年4月25日 - 9月12日，朝日電視台）飾演 松永新之丞
- 《獨活女子的守則4》第4集（2024年4月25日，東京電視台）飾演 Z世代男性
- 《如積雪般的永寂》（2024年7月7日 - 9月8日，讀賣電視台・日本電視台）飾演 神代健流
- 《3年C班出軌了》（2024年10月2日 - 12月18日，日本電視台）飾演 橘伊織
- 《物產展之女〜宮崎篇〜（2025年1月9日・16日，東京電視台）飾演 高城稔
- 《我們陷入戀愛的理由》（2024年10月12日 - 12月21日，朝日電視台）飾演 伊丹瑞貴
- 《熱戀王子》（2025年3月7日 - 4月25日，MBS）飾演 梓（與松井奏雙主演）
- 《大追跡〜警視廳SSBC強行犯係〜》第3集（2025年7月23日，朝日電視台）飾演 仙波達也

### 電影
- 《不可磨滅的彩虹》（2022年9月3日）飾演 月野木薰（少年時代）
- 《假面騎士系列》（東映）飾演 吾妻道長 / 假面騎士BUFFA
  - 《假面騎士GEATS×REVICE MOVIE Battle Royale》（2022年12月23日）
  - 《電影 假面騎士GEATS 四人的ACE與黑狐》（2023年7月28日）
  - 《假面騎士THE WINTER MOVIE GOTCHARD & GEATS 最強克米☆GOTCHA大作戰》（2023年12月22日）
- 《【我推的孩子】-The Final Act-》（2024年12月20日）飾演 Ryosuke
- 《派對咖孔明 THE MOVIE》（2025年4月25日）

### 廣播
- 《空人和人のラジオの原因。》（2020年10月4日 - 2022年6月26日 、日本廣播電台）

### 舞台劇
- 《FAKE MOTION -THE SUPER STAGE-》（2021年4月4日，品川王子大飯店 Stellar Ball）飾演 真田海
- 《“開幕之夜”～櫻崎高中音樂部～》（2021年7月2日 - 5日，日本青年館 Hole[10]／10月29日 - 11月7日，新國立劇場 中劇場[11]）飾演 ヒロキ

### 網路節目
- 《神アングル！理想のカレごはん》（2020年9月 - 2022年5月、cookpadLive）
- 《別被狼君所欺騙》第九季—《別被愛情和狼所欺騙》（2021年2月14日 - 5月2日、AbemaTV）[12]

### 網路劇
- YouTube『SSS〜Special Short Story〜』第四彈「#イツモノコト」（2020年8月2日 - 16日、Stardust製作3部官方YouTube頻道）
- smash.原創連續劇『スマホラー』「見て居る」（2021年4月16日 - 、smash.）飾演 隆
- SNS連續劇第五期『僕らのリアルはここにある』 supported by Yay!（2021年12月24日 - 2022年1月8日、Nom de plume官方Twitter帳號）飾演 遠田健斗（風丸）[13]
- 【我推的孩子】（2024年11月28日，Amazon Prime Video）：飾演 涼介

### 動畫電影
- 電影 小鯊鯊出門去 都會的朋友（2025年8月22日）：飾演 男公關[14]

### MV
- りりあ。『私じゃなかったんだね。』（2021年）[15]

### 短片
- 《あの空の向こうに〜夏雲〜》（2018年）[16]

### 廣告
- ジャストシステム「スマイルゼミ」（2018年11月 - ）[17]
- 丸美屋食品工業「かけうま麺用ソース」（2021年6月 - ）[18]
- パイロットコーポレーション ドクターグリップ30周年記念ドラマ「明日へグリップ」（2021年11月 - ）

### 遊戲
- 假面騎士大亂鬥 GANBARIDE（2022，Arcade）飾演 假面騎士BUFFA[19]

## 合作
- cookpadLive 「杢代カフェ」
  - （2022年5月20日 - 25日、cookpadLive cafe 表参道）
  - （2022年5月20日 - 25日、cookpadLive cafe 心斎橋）

## 作品
「原因は自分にある。」的作品請參考「原因は自分にある。」
　　King of Ping Pong的作品請參考「FAKE MOTION－乒乓球之王－#音楽作品」

### 寫真集
- SPROUT（2021年6月28日、SDP）ISBN 978-4-910528-00-7[20]

## 外部連結
- 杢代和人的Instagram帳戶 （页面存档备份，存于）
- 杢代和人的Twitter帳戶 （页面存档备份，存于）
- 原因は自分にある。的Instagram帳戶
- 原因は自分にある。的Twitter帳戶 （页面存档备份，存于）
- 原因は自分にある。的官方網站 （页面存档备份，存于）